# Martha Valdés
Martha Valdés (Tijuana, 1 de enero de 1928-20 de noviembre de 2014), fue una actriz mexicana, recordada por sus papeles en películas como Caballero a la medida (1954), con Mario Moreno "Cantinflas", Cómicos de la Legua (1957) con Adalberto Martínez "Resortes"; El hombre inquieto (1954), El gato sin botas (1957), Los tres mosqueteros y medio (1957), Las mil y una noches (1958) y  Vagabundo y millonario (1959) con Germán Valdés "Tin-Tan".

## Biografía y carrera
Martha Valdés nació en la Ciudad de Tijuana, en el norte de México el 1 de enero de 1928. Cursó sus primeros estudios en Ensenada, Baja California. Residió con su familia en Ciudad Juárez de donde fue enviada a los Estados Unidos y ahí terminó la secundaria y el bachillerato. Posó para el club de fotógrafos de Ciudad Juárez y una de esas fotos llamó la atención del productor cinematográfico Gregorio Wallerstein, quien le da sus primeros papeles en las películas Nunca es tarde para amar (1952) y Las infieles (1953), protagonizadas por Ia europea Irasema Dilián, Rebeca Iturbide y la celebre actriz teatral María Douglas.
Pronto llamó la atención de Mario Moreno "Cantinflas", que gustaba de poner a bellas debutantes en sus cintas y le da un papel en Caballero a la medida (1954), el mismo año trabaja con Germán Valdés "Tin-Tan", Joaquín Pardave y Sara García en El hombre inquieto, película en donde tiene una escena de antología al lado del cómico cuando este le lleva serenata al lado del trío Los Panchos. En 1955 participó en la película Espaldas mojadas del director Alejandro Galindo, junto a David Silva, Víctor Parra y Eulalio González "Piporro", quien ya sin la ayuda de Pedro Infante, lograría su consagración con esta cinta. Para Martha seguirían trabajos en comedia como Cómicos de la Legua (1957) con Adalberto Martínez "Resortes", El gato sin botas (1957) y Los tres mosqueteros y medio (1957), ambas con Tin-Tan, además de ingresar al género de aventuras con las películas El águila negra vs. los diablos de la pradera y El águila negra contra los enmascarados de la muerte (ambas de 1958), en donde lo más sugerente de la cinta era ver cómo Elda Peralta y Martha se rifaban las atenciones del protagonista Fernando Casanova. 
Martha Valdés truncaría intempestivamente su carrera a finales de los años 50, después de su matrimonio con el periodista Fernando Morales Ortiz; cerrando su ciclo como actriz actuando al lado de Tin-Tan, en Las mil y una noches (1958) y Vagabundo y millonario (1959), y jamás volvería a aparecer en el cine. Falleció el 20 de noviembre de 2014.

## Filmografía parcial
- Nunca es tarde para amar (1952)
- Las infieles (1953)
- Caballero a la medida (1954)
- El hombre inquieto (1954)
- Espaldas mojadas (1955)
- Cómicos de la Legua (1957)
- El gato sin botas (1957)
- Los tres mosqueteros y medio (1957)
- Las mil y una noches (1958)
- Vagabundo y millonario (1959)